# Alfa Romeo GTV
Alfa Romeo GTV – samochód sportowy klasy kompaktowej produkowany przez włoską markę Alfa Romeo w latach 1994−2004.

## Historia i opis modelu

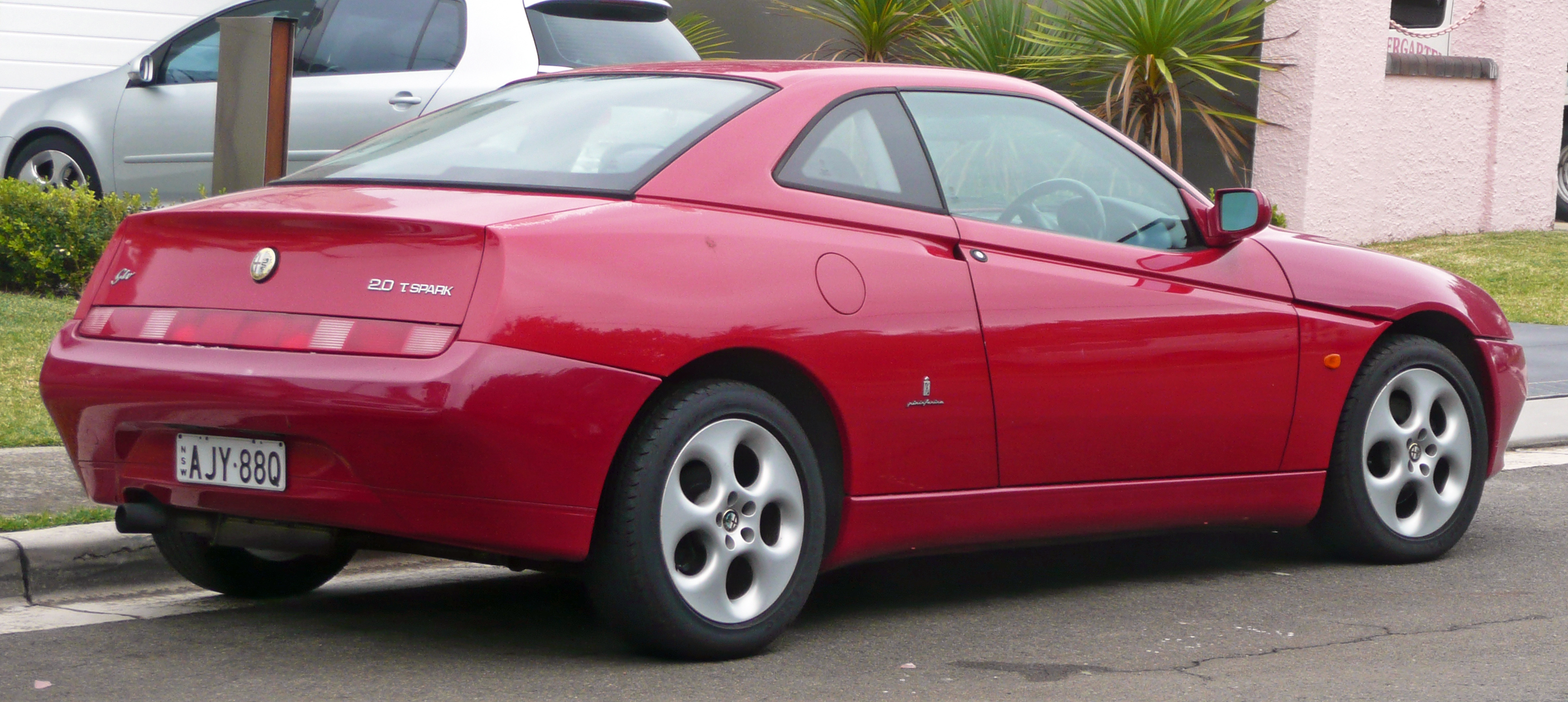
Alfa Romeo GTV - tył

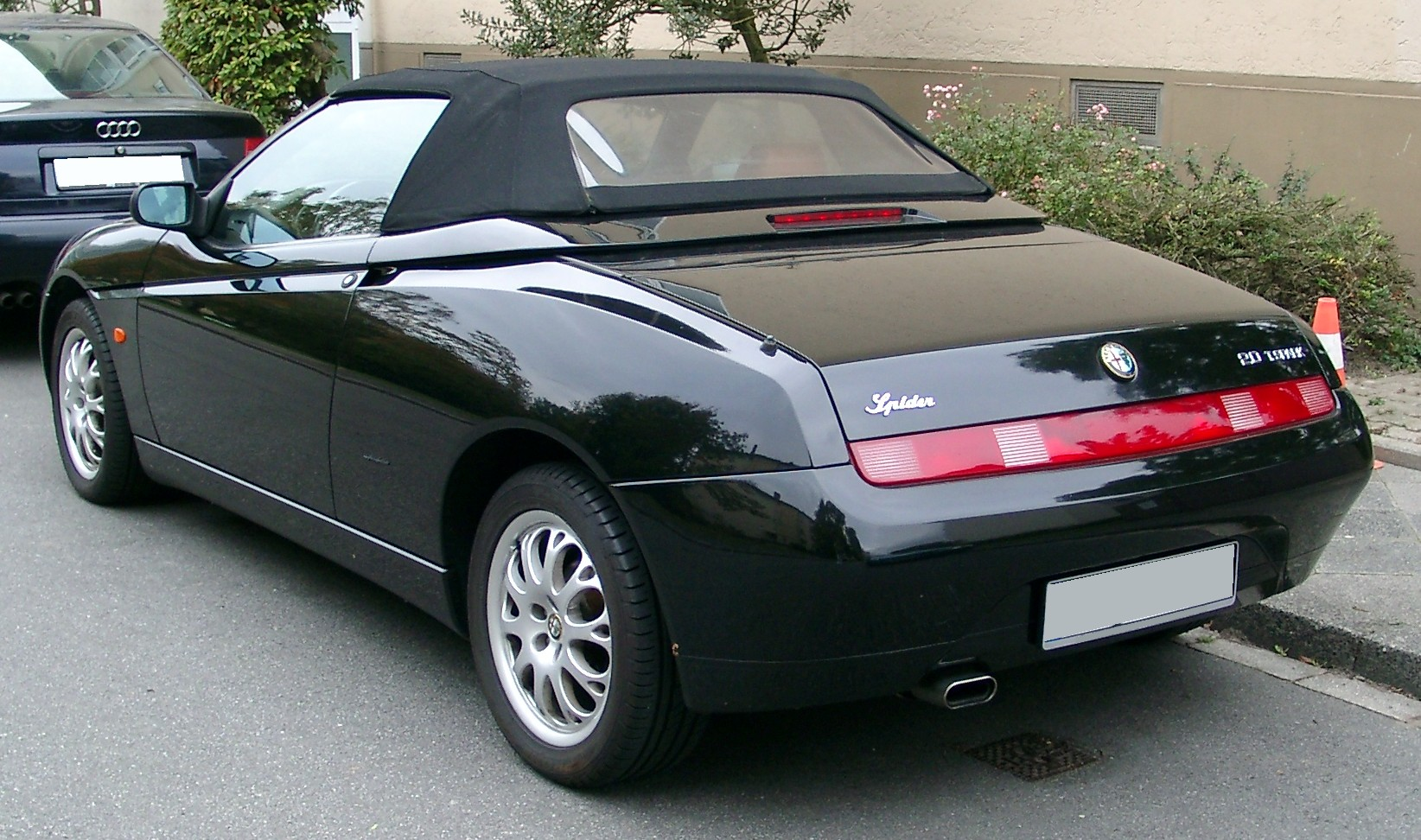
Alfa Romeo Spider

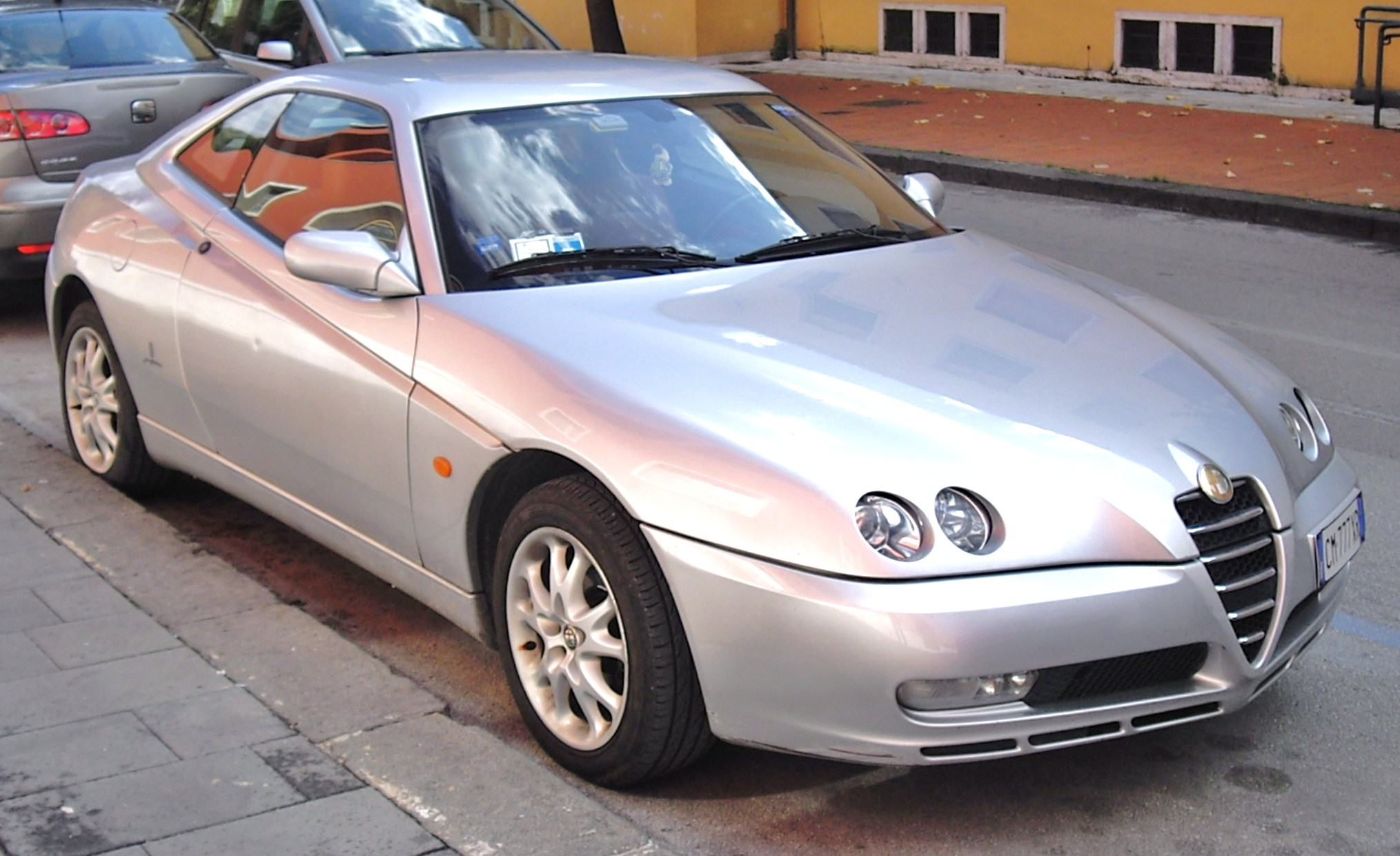
Alfa Romeo GTV po liftingu

Zarówno GTV, jak i odmiana Spider te początkowo był produkowany w fabryce Alfa Romeo (1993-2000) w Arese. W latach 2000–2004 powstawał w fabryce firmy Pininfarina w San Giorgio Canavese w Turynie.
Samochód zaprojektowano przez Enrico Fumia w studiu Pininfarina. Cechuje się on niewielkimi, częściowo przysłoniętymi, reflektorami i osłoną chłodnicy oraz krótkim, ściętym tyłem z listwą świateł na całej szerokości pojazdu. Wnętrze zostało zaprojektowane w Centro Stile Alfa Romeo, pod przewodnictwem Waltera de Silva. GTV bazuje na bardzo zmodyfikowanej płycie podłogowej Grupy Fiata "Tipo Due". Samochód napędzają silniki 1.8 TwinSpark, 2.0 TwinSpark, 2.0 V6 Turbo i 3.0 V6 sprzężone z pięcio- lub sześciostopniową manualną skrzynią biegów, przekazujące siłę napędową na przednią oś. W 2003 roku wprowadzono nowe silniki: JTS o pojemności dwóch litrów, a trzylitrową jednostkę V6 zastąpiono jej mocniejszym odpowiednikiem o pojemności 3,2 l ze skrzynią sześciostopniową. Rozkład mas dla 4-cylindrowego samochodu wynosi 61% front/39% tył, a dla V6 63% front/37% tył.

### Kalendarium
| 3.0 12V   | 5      |
| 2.0 TS    | 24,579 |
| 2.0 V6 TB | 7,284  |
| 3.0 24V   | 6,502  |
| 1.8 TS    | 2,873  |
| 3.2 24V   | 512    |
| 2.0 JTS   | 1,182  |

- 1988: W lipcu ukończony został projekt nadwozia GTV i Spider.
- 1991: Pojawił się prototyp Proteo podczas Genewskiego Salonu Samochodowego. Oparty został na skróconej płycie modelu 164. Napędzany był silnikiem 3.0 V6 24v, o mocy 260 KM. Proteo miał zarówno napęd na obie osie, jak i wszystkie koła skrętne. Chociaż ani system 4WD, ani 4WS (4WD-four-wheel drive - napęd na 4 koła; 4WS-four-wheel steering - cztery koła kierowane) nie trafiły do Spidera, stylizacja nadwozia wskazuje, że była inspirowana przez projekt GTV/Spider.
- 1993: Rozpoczęcie produkcji.
- 1994: Alfa zademonstrowała GTV i Spidera na rok przed wprowadzeniem na rynek. Premiera miała miejsce na salonie samochodowym w Paryżu.
- 1995: W marcu Alfa Gtv i Spider zostały zaprezentowane na salonie samochodowym w Genewie. Weszły do sprzedaży w tym samym roku.
- 1997: Pojawiła się nowa jednostka napędowa 3.0 V6 24V dla modelu GTV. Ta wersja wyróżniała się m.in. czerwonymi, 4-tłoczkowymi zaciskami Brembo z przodu.
- 1998: W maju pojawił się pierwszy drobny lifting ("Phase 2"), obejmujący głównie wnętrze, nową konsolę środkową, 3-ramienną kierownicę, malowane litery na progach wewnętrznych, zmieniony rozkład przycisków i tablicy przyrządów. Z zewnątrz dwie zmiany: chromowana obwódka scudetto oraz progi w kolorze nadwozia. Wprowadzono nowe silniki, m.in. 1.8 Twin Spark, a niektóre zmodyfikowano, m.in. 2.0 Twin Spark otrzymał zmienną geometrię kanału dolotowego (Modular Intake Manifold) oraz wyróżniającą plastikową obudowę, moc podniesiono ze 150 KM do 155 KM. Silniki mają oznaczenia CF2. Dostępne stają się 2 kolory deski rozdzielczej ponad standardowy czarny: Red Style i Blue Style, a razem z nimi nowe kolory tapicerki i dywanów. Wycofana została jednostka 3.0 V6 12v z modelu Spider, zastąpiono ją wersją 24v z modelu Gtv.
- 2000: W sierpniu wprowadzono modyfikacje jednostek napędowych w celu przystosowania ich do norm emisji spalin Euro 3, moc jednostki 2.0 Twin Spark spadła ze 155 KM do 150 KM, silniki miały oznaczenia CF3. Fabryka w Arese została zamknięta, a produkcję GTV/Spider przeniesiono do zakładów Pininfarina w San Giorgio Canavese w Turynie. Wiele dotychczasowych jednostek zostało wycofanych z dalszej produkcji, pozostały jedynie 3.0 V6 24V (218 KM) i 2.0 TS (150 KM).
- 2003: Pojawił się drugi lifting, określany jako "Phase 3". Główne zmiany obejmowały modyfikację przodu samochodu w celu upodobnienia scudetta do pozostałych samochodów w gamie Alfy Romeo śladem modelu 147. Zmodyfikowane zostało wnętrze, konsola środkowa, wzór na fotelach i obiciach boczków, zmieniono kolor podświetlenia instrumentów z zielonego na czerwony, wprowadzono również kontrolę trakcji (ASR, niedostępne w modelu "Base" 2.0 TS). Nowe jednostki napędowe to: 2.0 JTS z bezpośrednim wtryskiem benzyny o mocy 165 KM oraz 3.2 V6 o mocy 240 KM.
- 2004: Zakończenie produkcji.

### Silniki
| Silnik      | Pojemność | Moc maksymalna                     | Maks. moment obrotowy                      | 0-100 | V-max    | Lata                   |
| ----------- | --------- | ---------------------------------- | ------------------------------------------ | ----- | -------- | ---------------------- |
| 1.8 T Spark | 1747 cm³  | 144 KM (106 kW) przy 6500 obr./min | 169 Nm przy 3500 obr./min                  | 9.2   | 210 km/h | 1998-2000              |
| 2.0 T Spark | 1970 cm³  | 150 KM (110 kW) przy 6200 obr./min | 186 Nm przy 4000 obr./min                  | 8.4   | 215 km/h | 1994-1998              |
| 2.0 T Spark | 1970 cm³  | 155 KM (114 kW) przy 6400 obr./min | 187 Nm przy 3500 obr./min                  | 8.4   | 216 km/h | 1998-2000              |
| 2.0 T Spark | 1970 cm³  | 150 KM (110 kW) przy 6300 obr./min | 181 Nm przy 3800 obr./min                  | 8.5   | 215 km/h | 2000-2004              |
| 2.0 JTS     | 1970 cm³  | 165 KM (121 kW) przy 6400 obr./min | 206 Nm przy 3250 obr./min                  | 8.4   | 220 km/h | 2003-2004              |
| 2.0 V6 TB   | 1996 cm³  | 200 KM (147 kW) przy 6000 obr./min | 271 Nm przy 2400 obr./min 280 Nm overboost | 7.4   | 235 km/h | 1994-2000              |
| 3.0 V6 12v  | 2959 cm³  | 192 KM (141 kW) przy 5600 obr./min | 260 Nm przy 4400 obr./min                  | 7.3   | 225 km/h | 1993-2000 tylko spider |
| 3.0 V6 24v  | 2959 cm³  | 220 KM (162 kW) przy 6300 obr./min | 270 Nm przy 5000 obr./min                  | 6.7   | 240 km/h | 1997-2000              |
| 3.0 V6 24v  | 2959 cm³  | 218 KM (160 kW) przy 6300 obr./min | 265 Nm przy 5000 obr./min                  | 6.8   | 238 km/h | 2000-2003              |
| 3.2 V6 24v  | 3179 cm³  | 240 KM (176 kW) przy 6200 obr./min | 289 Nm przy 4800 obr./min                  | 6.3   | 255 km/h | 2003-2004              |

### Podwozie
- Zawieszenie przednie: Kolumna McPhersona, dolny wahacz poprzeczny, amortyzator teleskopowy ze sprężyną, stabilizator poprzeczny
- Zawieszenie tylne: Multi-Link, 3 wahacze poprzeczne, amortyzatory gazowe, sprężyna śrubowa, stabilizator poprzeczny
- Hamulce przód/tył: tarczowe wentylowane/tarczowe
- ABS z EBD i ASR (po 2003 roku)
- Dzięki tylnemu zawieszeniu multi-link, tylna oś jest pasywnie skrętna, co eliminuje podsterowność wynikającą z przedniego napędu.

### Wymiary i masy
- Rozstaw osi: 2540 mm (Wszystkie wersje)
- Rozstaw kół przód/tył:

Spider 1506/1487 mm; 
GTV 1499/1506 mm
GTV 3.0 1508/1530 mm
- Masa własna: 1350-1470 kg (1.8 TS-Spider 3.2)
- DMC: 1610-1820 kg (Spider 1.8-Gtv 3.0)
- Pojemność bagażnika: 155 dm³ (Gtv)
- Pojemność zbiornika paliwa: 70 l (Wszystkie wersje)
- Długość 4285 mm (Wszystkie wersje)
- Szerokość 1780 mm (Wszystkie wersje)
- Wysokość 1315-1318 mm (Spider-Gtv)

### Osiągi
| Silnik      | 0-100 km/h | Prędkość maks. | Zużycie paliwa | Uwagi         |
| ----------- | ---------- | -------------- | -------------- | ------------- |
| 1.8 T Spark | 9,2 s      | 210 km/h       | 8,9 l/100 km   | Euro 2        |
| 2.0 T Spark | 8,4 s      | 216 km/h       | 9,2 l/100 km   | Euro 2/Euro 3 |
| 2.0 JTS     | 8,4 s      | 220 km/h       | 9,2 l/100 km   | Euro 4        |
| 2.0 V6 TB   | 7.4 s      | 235 km/h       | 10,8 l/100 km  | Euro 2        |
| 3.0 V6 12v  | 7.3 s      | 225 km/h       | 11 l/100 km    | Euro 2        |
| 3.0 V6 24v  | 6,7 s      | 240 km/h       | 11,7 l/100 km  | Euro 2/Euro 3 |
| 3.2 V6 24v  | 6,3 s      | 255 km/h       | 13,2 l/100 km  | Euro 3        |